# 桐島美奈子
桐島 美奈子（きりしま みなこ、1972年10月4日 - ）は、日本の元AV女優。カプセルエージェンシー所属。

## 略歴・人物
東京都出身。趣味はピアノ。
2015年2月、マドンナの「Obasan」レーベル専属女優としてデビューした熟女系の巨乳AV女優。
所属事務所はマークスグループの「バルドモデルエージェンシー」。
2016年6月30日、自身のブログにてカプセルエージェンシーに移籍を報告。

## 作品

### アダルトDVD
2015年
- 初撮りおばさんドキュメント（2月25日、マドンナ）
- 息子の同級生に毎日輪姦されています。（3月25日、マドンナ）
- 寝取られ温泉旅行 〜湯けむりで燃え上がる相姦の湯〜（4月25日、マドンナ）
- 母さんを縛りたい!（5月25日、マドンナ）
- 完熟 濡れ穴さらす四十路妻 マンナメ乞いする五十路妻 首振りアクメの六十路妻 〜第四章〜（6月30日（レンタル）/8月28日（セル）、アテナ映像）他出演: 塚本千佳子、福山玲子、富岡亜澄
- 横浜山手にある午後3時迄しか営業していないセレブ妻が働くメンズリラクゼーション倶楽部 2（7月1日、DOC）※「らん」名義　他出演:みさき、あんな、すず
- 欲求不満なシングルマザーたちが久しぶりのセックスにどっぷりはまってイキまくりっ!!（7月31日（レンタル）/8月7日（セル）、LEO）他出演:水元恵梨香、丸山祥子
- Gカップの清楚な箱入り奥様。 上品ぶって振舞うが、やたらとチ○ポを欲しがり続ける淫乱妻だった。（8月1日、リコピン）
- 卑猥ドッキリ(秘)報告 欲情する熟妻 嫌がりながらも見られて濡れる四十路妻たち（8月20日（レンタル）/10月23日（セル）、アテナ映像）他出演:水上由紀恵、松井優子
- 熟妻の交尾 二十七ノ巻（8月26日、ジュエル）※「吉瀬さなえ」名義
- オバサン列伝 11 桐島美奈子BEST4時間（9月7日、マドンナ）※総集編
- レンタル妻 3 ムッチリ熟れた40歳（9月25日、ながえスタイル）
- 寝取り母 3 実は計画的に娘のダンナを寝取りたい母は、朝からオ●ンコが濡れまくりで2回も下着を取り替える始末。そしていざ決戦の日。今日はとっておきの香水たっぷ り振りかけて、娘婿を誘惑しますっ!!（9月30日（レンタル）/10月9日（セル）、LEO）他出演:秋山静香、翔田千里
- よだれ変態マゾ人妻 餌付け調教（10月2日、ヤブサメ）
- ノーブラ胸ポチ&胸チラでゴミ出しする専業主婦に即ハメ中出しナンパ!!（10月2日、ドッグイア）他出演:西川りおん、松嶋葵、朝桐光、翔田千里、逢沢はるか、星野あかり、月島えみり、大橋ひとみ、高嶋ゆいか
- マセガキのカッチカチ勃起チ○ポで妊娠適齢期の子宮を突き上げられ常におま○こ汁垂れ流している親戚のおばさん（10月9日、DIY）他出演:七原あかり
- 家庭で気軽に出来るペアダイエットプログラムと称して密着エクササイズ体験!! 初対面で二人っきりにされたジム帰りの美熟女妻と筋肉隆々の素人童貞○○体育大生は年の差SEXしてしまうのか!?（10月22日、MAGIC）他出演:大橋ひとみ、篠宮千明
- 母子交尾 【高岡路】（10月30日、ルビー）
- 熟女一人旅（10月30日、ルビー）
- アロママッサージで股間のリンパを優しくさすられると腰がヒクヒクしてきて紙パンツがどんどん濡れてしまう素人妻たち（12月3日（レンタル）/2016年1月22日（セル）、アテナ映像）他出演:河瀬希美、井上綾子
- 人妻スカートチョキチョキナンパ（12月4日、ドッグイア）他出演:五十嵐しのぶ、葵紫穂、真仲佐知、若月まりあ、希咲あや、水野朝陽、芦名ユリア、福井まりこ、大黒セイラ
- 原作 ヘンリー塚本 他人の妻をモノにする 力づくの和姦（12月13日、FAプロ）他出演:美咲涼
- 「年甲斐もなくゴメンなさい…」 既婚熟女にパツパツのチアガール衣装着せてみた!（12月19日、タマネギ）

2016年
- 母さんの手コキでベロちゅー（1月8日、タカラ映像）他出演:成宮いろは、奈良絵美子、愛瀬あやの、吹雪春海、大橋ひとみ、松井優子、北井杏樹、上里悠里、君川ひさえ、沢田泉、由紀なつ碧
- DANDYちょいワケあり仕事集 おばさんVer.（1月8日、DANDY）他出演:竹内れい子、矢吹京子、井上綾子　ほか
- ヘンリー塚本 近親相姦 とんでもない家族の性交の記録 美しい姉・エロい母・好色の父（1月13日、FAプロ）他出演:水城奈緒、木島すみれ
- 母親の筆下ろし性教育が義務化された世界 母に許されているのは1度きりの童貞喪失SEX! 正しい性知識を教えるだけのはずだったのに… 旦那よりも元気な息子チ○ポにハマり禁断の母子相姦で快楽堕ち!!（1月21日、ディープス）他出演: 篠田あゆみ、広瀬奈々美
- 推定五十代の美しい人妻がジム仲間の男と疲労回復マッサージを体験!「密着ポジションでリンパを刺激し合いフルボッキチ○ポとビジョビジョマ○コが擦れ始め旦那に内緒で不倫生中出し!」（1月25日、グローバルメディアエンタテインメント）他出演:大石忍、小野上早希
- 愛してるあなたへ。本当は… 〜私、二人のセフレがいるの〜（1月25日、ながえスタイル）
- あの時のおばさん（1月28日、タカラ映像）
- 彼女の母が生姦ペット 娘の彼氏に中出しをねだる人妻（2月5日、光夜蝶）
- 一般男女モニタリンクAV 禁断の歳の差筆おろし企画 マジックミラーの向こうには実の息子! いまだ童貞の男子大学生と巨乳の「友達のお母さん」が素股でセックスの予行演習に挑戦! 二人っきりの密室でずっと揉んでみたかった友人母の大きなおっぱいに童貞ち○ぽは暴発5秒前!! 母性溢れるおま○こと若者ち○ぽを擦り合わせたら息子の目の前なのにヌルッと挿入してしまうのか!? 2（2月18日、ディープス）※「たかこ」名義　他出演:まい、ちさと、よしえ
- 夫に内緒で犯されたくて…（4月1日、ANNEX）
- 新しい母親を強制凌辱（4月19日、エマニエル）
- 姑の卑猥過ぎる巨乳を狙う娘婿（4月21日、グローリークエスト）
- 昼間からお酒をたしなむセレブなおばさん限定企画! 「飲み代をお支払いするので自宅についていってイイですか?」ほろ酔いで開放的になった欲求不満人妻は若いチ○ポに盛り上がり本能ムキ出し不倫SEXしてしまうのか!?（5月12日、ディープス）他出演:吹石れな、五十嵐しのぶ ほか
- 素人妻ナンパ 全員生中出し4時間 セレブDX 50（5月15日、ロータス）他出演:阿川蘭、水原あお ほか
- 欲しがり巨乳母のねちっこい母子交尾（5月17日、ソルト・ペッパー）
- レギンスが下半身に食い込んで、マン筋丸出しの女（5月25日、かぐや姫）他出演:白石みお、南希海
- 接吻家庭内相姦 一つ屋根の下、濃厚接吻で発情してしまった母・姉・妹（6月9日、ヒビノ）共演:水城りの、唯川千尋
- クギづけ! 目が奪われる瞬間 電車編 電車内で偶然見かけたラッキースケベ! この後まさかの…神・展・開!!!!（6月10日、MAGIC）他出演:穂花まりえ、若槻玲
- 中出しネトラレ調教記録 愛する妻の失踪翌日、送られてきたビデオレター（6月19日、エマニエル）
- 昭和不道徳 女の不貞物語（6月25日、ながえスタイル）
- クレームを入れたら自宅まで謝りに来た女性社員に全裸土下座させた（6月25日、かぐや姫）他出演:白石みお、南希海
- 熟女の舌は嘘がうまい（7月1日、アウダースジャパン）
- お願いだからババアと呼ないで（7月1日、光夜蝶）
- 体調を崩した母を介抱しないとイケないハズなのに母の顔が、とてもエロく見えて勃起してしまった僕に気づいた母は、優しい笑顔でやってはイケない介抱の仕方で俺を射精させた件（7月1日、NON）他出演:西内るな、斉藤みゆ、七原あかり、瀬田奏恵、八ッ橋さい子
- Steel Hold Legend（7月1日、TEPPAN）他出演:北条麻妃、加藤ツバキ
- 熟女に密室でハメ撮りされて…（8月5日、アウダースジャパン）
- 緊縛任侠道 極道の妻（8月19日、シネマジック）
- おばさんの中出し孕ませレッスン（8月20日、スターパラダイス）
- 人妻レズビアン（9月1日、U&K）共演:円城ひとみ
- 必ずヌケる! ナマナマしい男女SEX ド迫力映像 猥褻映像（9月1日、FAプロ）他出演:二階堂ゆり、三喜本のぞみ、かなで自由、美泉咲、水嶋アリス、波木真由、小西安奈、藤本梨花、穂川ゆかり、泉朱音、よしい美希、天海しおり、羽月希、武藤つぐみ
- はだかの主婦 桐島美奈子 板橋区在住(43)（9月1日、プラネットプラス）
- ヘンリー塚本 隣の声がうるさくて眠れねえ お○んちょいい!（9月13日、FAプロ）他出演:なごみ、小泉まり
- 自画撮り 視姦願望のある14名の人妻 性欲剥き出し絶倫オナニー（9月15日、プリモ）他出演:山本いずみ、川野杏樹、水原あお、桃瀬ゆり、花咲いあん、郡司結子 ほか
- 妻の浮気相手から届いたオナニービデオレター（9月20日、スターパラダイス）他出演:金沢美樹、安立ゆうこ、黒崎潤、青山みおん、松坂美紀
- 美人妻センズリ鑑賞会（9月20日、スターパラダイス）他出演:倉木ひな、なつめ愛莉、小嶋ひより、千野くるみ、仁美まどか
- 人妻ディルド淫語オナニー（9月25日、かぐや姫）他出演:白石みお、尾上若葉、真名瀬りか、百合川さら、しほのちさ、大場ゆい、前田のの
- 自画撮りオマ○コ指オナニー 6（10月6日、グローリークエスト）他出演:神波多一花、碧しの、鈴原エミリ、辻井ゆう、真木今日子、新山沙弥、並木杏梨、篠原ゆきの、中里美穂、沖田奈々、紺野ひかる、西川りおん、逢月はるな、内村りな、司ミコト、佐野玲華、久我かのん、神納花
- ROCKET×近親相姦 8周年記念作品 羞恥!でも困惑! よそのお宅には負けたくない!! スケベな家族対抗! 近親相姦中出し大運動会（10月6日、ROCKET）共演:鈴屋いちご、野原亜美、並木杏梨 ほか
- 変態淫語を言いまくる人妻チャットレディ（10月19日、ドグマ）
- もしも…「桐島美奈子」が○○だったら…。（11月2日、プラネットプラス）
- ホームステイにやってきた黒人さんのデカち○ぽに発情した母さん（11月3日、グローリークエスト）
- 兄の嫁を酔わせて寝取り夜這い（11月20日、スターパラダイス）他出演:黒崎潤、奈良絵美子
- 性欲を抑えられないどすけべ巨乳淫乱妻（11月20日、マザー）

## 出演

### 成人映画
- おばちゃんの秘事 巨乳妻と変態妻なら?（2017年4月28日、Xces Film） - 斉藤真由美 役[4]
- 誰にでもイヤラシイ秘密がある（2018年7月27日公開、オーピー映画） - 「佐伯理恵」役